# Парлін (Плонський повіт)
Парлін (пол. Parlin) — село в Польщі, у гміні Червінськ-над-Віслою Плонського повіту Мазовецького воєводства.
Населення — 116 осіб (2011).
У 1975-1998 роках село належало до Плоцького воєводства.

## Демографія
Демографічна структура станом на 31 березня 2011 року:
|          | Загалом | Допрацездатний вік | Працездатний вік | Постпрацездатний вік |
| -------- | ------- | ------------------ | ---------------- | -------------------- |
| Чоловіки | 64      | 18                 | 35               | 11                   |
| Жінки    | 52      | 8                  | 32               | 12                   |
| Разом    | 116     | 26                 | 67               | 23                   |